# Palana
Palana (del ruso: Палана) es un asentamiento de tipo urbano en Rusia, centro administrativo del raión Tiguilski del krai de Kamchatka. Tiene un estatus de ciudad independiente y no forma parte del raión Tiguilski.
Hasta el 1 de julio de 2007 fue el centro administrativo de Koriakia.
Está situado en la costa oeste de la península de Kamchatka, el la orilla derecha del río Palana, a 7 kilómetros de su desembocadura en el mar de Ojotsk.

## Transporte
A 7 kilómetros de Palana está situado el puerto. Y dispone de un aeropuerto.
La carretera de invierno (зимник) situada a lo largo de la costa conecta Palana con Petropávlovsk-Kamchatski.